# Pastos Blancos
Pastos Blancos es una localidad argentina ubicada en el departamento Río Senguer, provincia del Chubut. La localidad se ubica sobre la Ruta Provincial 22 en las coordenadas 45°16'52" S 70°30'54" O.

## Características generales
El nombre de la localidad se debe a la característica de los pastos del lugar. En los alrededores se encuentran varias estancias que practican la ganadería ovina. También, fue uno de los asentamientos bóer en la región.
Aquí fue donde falleció hacia los primeros años de 1900 el cacique tehuelche Salpul. Hasta septiembre de 2004, la localidad formó parte de la traza de la Ruta Nacional 40.

## Geografía
Se ubica a 603 m s. n. m. en plena meseta patagónica, al pie del Cordón de Pastos Blancos y sobre la Pampa del Choique, en cercanías de cañadones con cursos de agua intermitentes como los cañadones Tacho y Cantado, que aportan sus aguas al río Senguer.